# Curador (derecho)
El curador (en algunos países se lo confunde con la figura del tutor) es el representante para los actos de la vida civil de una persona declarada incapaz en razón de un déficit de sus facultades mentales. 

## Tipos de curador
Curador provisional. Es designado por el juez durante la sustanciación del proceso. Sus funciones duran hasta que el curador definitivo acepta el cargo que se le confiere en la sentencia de interdicción.
Curador definitivo. Siendo casado, el curador será su cónyuge. Este no será cuando sea cónyuge divorciado, separado de hecho, o cónyuge que está tramitando un juicio de nulidad del matrimonio. No habiendo cónyuge, se designará al hijo más apto para esta función. A la falta de estos, se preferirá alguno de los padres. De no haber cónyuge, hijos o padres, el juez será quien determine a otro pariente como hermanos o abuelos para funcionar como curador.

## Diferencia con el tutor
En el actual derecho español la protección del curador es mucho menor que la del tutor y supone una mucho menor limitación para el sometido a curatela. Si bien se entiende que alguien sometido a tutela no tiene capacidad de obrar, alguien sometido a curatela sí la tiene, pero limitada en ciertos aspectos definidos por la Ley o por un Juez.
Por ello, un curador solo debe intervenir aconsejando al menor o al incapacitado, mientras que el tutor actúa en nombre y por cuenta del tutelado. Esto se debe a que al tutelado no se le reconoce capacidad de obrar, mientras que en la curatela solo se busca reforzar esa figura. También por ese motivo el ámbito de intervención del curador puede estar limitada a ciertos aspectos de la gestión del patrimonio (como por ejemplo, compraventa de bienes inmuebles), mientras que el tutor gestiona todo el patrimonio en general.
Por último, la curatela es un límite que afecta únicamente a la gestión patrimonial. Un incapacitado sometido a tutela puede tener limitados muchos más campos de su capacidad de obrar.

## Regulación en el Derecho español

### Curatela y curatela representativa
Suprimidas del ámbito de la discapacidad las instituciones de la tutela de las personas mayores de edad, la patria potestad prorrogada y la patria potestad rehabilitad tras la reforma operada por la Ley 8/2021, la curatela se conforma hoy en día como una institución formal de apoyo de último recurso a las personas físicas con discapacidad para el ejercicio de su capacidad jurídica, regulándose en los artículos 268 a 294 del Código Civil.
Conforme al artículo 269 del Código Civil:

Art. 269. La autoridad judicial constituirá la curatela mediante resolución motivada cuando no exista otra medida de apoyo suficiente para la persona con discapacidad.

La autoridad judicial determinará los actos para los que la persona requiere asistencia del curador en el ejercicio de su capacidad jurídica atendiendo a sus concretas necesidades de apoyo.
Sólo en los casos excepcionales en los que resulte imprescindible por las circunstancias de la persona con discapacidad, la autoridad judicial determinará en resolución motivada los actos concretos en los que el curador habrá de asumir la representación de la persona con discapacidad.
Los actos en los que el curador deba prestar el apoyo deberán fijarse de manera precisa, indicando, en su caso, cuáles son aquellos donde debe ejercer la representación. El curador actuará bajo los criterios fijados en el artículo 249.

En ningún caso podrá incluir la resolución judicial la mera privación de derechos.

La curatela se conforma como una institución asistencial a la persona con discapacidad, quien en el ejercicio de la misma deberá velar por el respeto a la voluntad, los deseos y las preferencias del curado. Dado que, como antes se indicó, la Ley 8/2021 suprime del ámbito de la discapacidad la tutela de las personas mayores de edad, así como las instituciones de la patria potestad prorrogada y la patria potestad rehabilitada, se contempla con carácter excepcional la «curatela representativa» solo para aquellos supuestos imprescindibles que la autoridad judicial determine, lo cuales serán más o menos amplios según la intensidad de apoyo que precise la persona con discapacidad. Según el párrafo tercero del artículo 249 del Código Civil, ello solo procederá «cuando, pese a haberse hecho un esfuerzo considerable, no sea posible determinar la voluntad, deseos y preferencias de la persona».

### Autocuratela
Se contempla igualmente la «autocuratela» en el artículo 271 del Código Civil, en su redacción dada por la Ley 8/2021.

Art. 271 párr. 1º. Cualquier persona mayor de edad o menor emancipada, en previsión de la concurrencia de circunstancias que puedan dificultarle el ejercicio de su capacidad jurídica en igualdad de condiciones con las demás, podrá proponer en escritura pública el nombramiento o la exclusión de una o varias personas determinadas para el ejercicio de la función de curador.